# Distròfia muscular
Les distròfies musculars (MD) són un grup de malalties neuromusculars que es comporten un augment de la debilitat i la ruptura dels músculs esquelètics amb el pas del temps. Els trastorns difereixen en quins són els músculs afectats principalment, el grau de debilitat, la rapidesa amb què empitjoren i quan comencen els símptomes. Molta gent acabarà sent incapaç de caminar. Alguns tipus també estan associats a problemes en altres òrgans.
El grup de distròfia muscular conté trenta trastorns genètics diferents que normalment es classifiquen en nou categories o tipus principals. El tipus més comú és la distròfia muscular de Duchenne (DMD), que afecta típicament els homes començant al voltant dels quatre anys. Altres tipus inclouen la distròfia muscular Becker, la distròfia muscular facioescapulohumeral i la distròfia miotònica. Es deuen a mutacions en gens que participen en la creació de proteïnes musculars. Això pot produir-se per heretar el defecte dels pares o per mutació durant el desenvolupament precoç. Els trastorns poden ser per herència recessiva lligada al cromosoma X, autosòmica recessiva o autosòmica dominant. El diagnòstic sol comportar proves de sang i proves genètiques.
No hi ha cap cura per a les distròfies musculars. Alguns símptomes es poden tractar amb fisioteràpia, fèrules i la cirurgia correctiva. Es pot requerir per debilitat en la respiració una ventilació mecànica. Els medicaments que s'utilitzen inclouen glucocorticoides per retardar la degeneració muscular, antiepilèptics per controlar les convulsions i alguna activitat muscular i immunosupressors per retardar els danys a les cèl·lules musculars que moren. Els resultats depenen del tipus específic de trastorn.
La distròfia muscular de Duchenne, que representa aproximadament la meitat de tots els casos de distròfia muscular, afecta aproximadament un de cada 5.000 homes en néixer. Charles Bell va descriure per primera vegada la distròfia muscular a la dècada de 1830. La paraula "distròfia" és del grec dys, que significa "difícil" i trofos que significa "alimentar". La teràpia gènica, com a tractament, es troba en les primeres etapes de l'estudi en humans.